# Financiële oppositie
De Financiële oppositie was een groep Tweede Kamerleden ten tijde van de koningen Willem I en Willem II die aandrongen op grotere parlementaire invloed op de staatsfinanciën. Zij drongen aan op regeling van uitgaven bij wet, betere controle op de financiën en op sanering van de overheidsuitgaven. Geregeld stemden zij tegen ontwerp-begrotingen.
Hoewel de financiële oppositie aandrong op democratische hervormingen kunnen zij niet allen als vooruitstrevend worden beschouwd. Op andere terreinen waren zij soms wel conservatief.
De kern van de financiële oppositie lag bij de Hollandse (met name Amsterdamse) leden. Voormannen waren onder meer Van Alphen en Corver Hooft.